# Pähni
Pähni – wieś w Estonii, w prowincji Võru, w gminie Varstu.